# ラワン (セランゴール州)
ラワン（Rawang、ジャウィ文字：راوڠ、中国語：万挠、タミル語：ராவாங்）は、マレーシアのセランゴール州ゴンバク地区にある町である。クアラルンプール市内中心部から北西に約23 kmに位置する。